# DJ Khaled
Khaled bin Abdul Khaled (New Orleans, Louisiana, SAD, 26. studenog 1975.), bolje poznat po svom umjetničkom imenu DJ Khaled je američki glazbeni producent i DJ. On je također voditelj radija iz Miamija WEDR i glavni DJ hip hop grupe Terror Squad. Godine 2009. posato je predsjednik diskografske kuće Def Jam South. Do danas je objavio pet studijskih albuma.

## Diskografija
- Listennn... the Album (2006.)
- We the Best (2007.)
- We Global (2008.)
- Victory (2010.)
- We the Best Forever (2011.)

## Nagrade i nominacije
- BET Awards
  - 2008., Najbolja suradnja ("I'm So Hood (Remix)") featuring Young Jeezy, Ludacris, Busta Rhymes, Big Boi, Lil Wayne, Fat Joe, Birdman, & Rick Ross (Nominiran)[2]
- BET Hip Hop Awards
  - 2009., DJ godine (Nominiran)
  - 2008., DJ godine (Osvojio)[3]
  - 2008., MVP godine (Nominiran)[4]
  - 2008., Najbolja suradnja ("I'm So Hood (Remix)") featuring Young Jeezy, Ludacris, Busta Rhymes, Big Boi, Lil Wayne, Fat Joe, Birdman, & Rick Ross (Osvojio)[5]
  - 2007., People's Champ Nagrada ("We Takin' Over") featuring Akon, T.I., Rick Ross, Fat Joe, Birdman, & Lil Wayne (Nominiran)[6]
  - 2007., Najbolja hip hop suradnja ("We Takin' Over") featuring Akon, T.I., Rick Ross, Fat Joe, Birdman, & Lil Wayne (Nominiran)[7]
- Ozone Awards
  - 2008., DJ godine (Osvojio)

## Vanjske poveznice
- DJ Khaled na Twitteru
- DJ Khaled na MySpaceu
- DJ Khaled na Allmusicu